# Braille Chess Magazine
The Braille Chess Magazine – brytyjskie czasopismo szachowe dla osób niewidomych, drukowane alfabetem Braille’a.